# Odynerus rufospinosus
Odynerus rufospinosus är en stekelart som beskrevs av Morawitz. Odynerus rufospinosus ingår i släktet lergetingar, och familjen Eumenidae. Inga underarter finns listade i Catalogue of Life.